# Turing-Test
Mit der später als Turing-Test bezeichneten Idee zur Unterscheidung von Mensch und Maschine formulierte Alan Turing im Jahr 1950 ein Vorgehen zur Feststellung, ob ein Computer, also eine Maschine, ein dem Menschen gleichwertiges Denkvermögen hätte. Er selbst nannte diesen Test ursprünglich Imitation Game. Der Test wurde nach Turings Suizid 1954 in seiner Komplexität reduziert (siehe auch Dartmouth Conference) und ging so in die Informatik ein, nachdem die künstliche Intelligenz zu einem eigenständigen akademischen Fachgebiet geworden war. Seither dient dieser Test in seiner reduzierten Form in der Diskussion über künstliche Intelligenz immer wieder dazu, den Mythos von der denkenden Maschine für das Computerzeitalter neu zu beleben.

## Der Test nach Turing

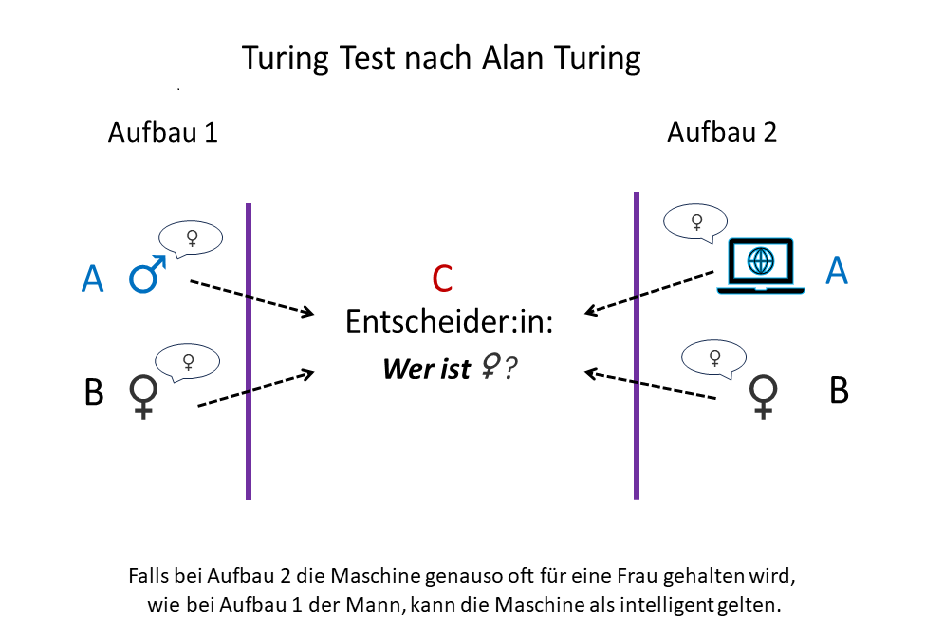

Turing diskutiert die Frage „Können Maschinen denken“ als Imitationsspiel. Dieses Spiel unterscheidet sich grundlegend von der heute gängigen Vorstellung des Turing-Tests als bloßer Konversation. Der Befrager oder die Befragerin – in der Grafik C – kommuniziert schriftlich mit einem Mann und einer Frau und soll herausfinden, welcher von beiden – A oder B – der Mann bzw. die Frau ist. A als Mann soll mit seinen Antworten die Versuche von C so sabotieren, dass dieser diese Frage nicht sicher beantworten kann. B als Frau soll dagegen dem Befrager C in ihren Antworten helfen, die Identitäten von A und von B in Bezug auf Mann und Frau zu klären. Die Maschine nimmt im Test die Stelle von A an und versucht aktiv, mit ihren Antworten den Befrager C im Unklaren darüber zu lassen, wer von beiden Mann und wer Frau ist. Die Maschine ist erfolgreich und besteht den Test, wenn es in Bezug auf die Häufigkeit richtiger Annahmen von C keinen messbaren Unterschied zu Situationen gibt, in denen die Position A von einem Menschen übernommen wird. Der Computer soll somit nicht nur eine menschliche Kommunikation täuschend echt nachahmen. Er soll vielmehr den Mediator erfolgreich darüber täuschen können, wer in diesem Spiel der Mann und wer die Frau ist. Damit sind die Begriffe „Intelligenz“ und „Denken“ für Turing umfassend: Die Maschine muss nicht nur Wissen über die Welt, über soziale Rollen und menschliche Erwartungshaltungen und Motivationen besitzen. Sie muss darüber hinaus die Perspektive des Gegenübers einnehmen können und damit rechnen, dass dieser nicht einfach getäuscht werden kann, sondern muss mit Lügen zweiter Ordnung operieren können. Damit ist das Denken von Turing in die Nähe zum menschlichen Bewusstsein (Theory of Mind) gerückt und weniger in den Bereich von Wissen, Rechnen oder Urteilen. Eine Maschine wäre für Turing somit intelligent und denkend, wenn sie Menschen in umfassender Hinsicht täuschen kann.

## Der gängige Turing-Test

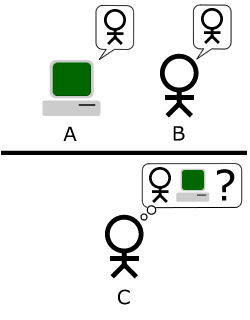
In der üblichen Form des Turing-Tests versucht C zu entscheiden, ob es sich bei A oder B jeweils um einen Computer oder einen Menschen handelt. A und B versuchen C davon zu überzeugen, dass sie selbst Menschen sind.

Im Zuge dieses Tests führt ein menschlicher Fragesteller, über eine Tastatur und einen Bildschirm, ohne Sicht- und Hörkontakt, eine Unterhaltung mit zwei ihm unbekannten Gesprächspartnern. Der eine Gesprächspartner ist ein Mensch, der andere eine Maschine. Kann der Fragesteller nach der intensiven Befragung nicht sagen, welcher von beiden die Maschine ist, hat die Maschine den Turing-Test bestanden und es wird der Maschine ein dem Menschen ebenbürtiges Denkvermögen unterstellt.

## Kritik
Es ist eine Reihe von Argumenten vorgebracht worden, die den Turing-Test als ungeeignet zur Feststellung von Intelligenz ansehen:
- Der Turing-Test prüfe nur auf Funktionalität, nicht auf das Vorhandensein von Intentionalität oder eines Bewusstseins. Dieses Argument wurde unter anderem von John Searle in seinem Gedankenexperiment des Chinesischen Zimmers ausgearbeitet. Turing war sich dieser Problematik bereits bei der Formulierung seines Tests bewusst, war allerdings der Ansicht, dass dieser auch als Nachweis für ein Bewusstsein gelten könne.[2] Searle lehnt dies hingegen ab.[3]

- Beim Turing-Test gehe es „in erster Linie um Täuschung“. Er teste „eher menschliche Leichtgläubigkeit als echte künstliche Intelligenz“. Die Winograd Schema Challenge[4] teste den „gesunden Menschenverstand“ und „Wissen über die Wirklichkeit“ besser.[5]

## Prognosen
Turing vermutete, dass es bis zum Jahr 2000 möglich sein werde, Computer so zu programmieren, dass der durchschnittliche Anwender eine höchstens 70-prozentige Chance habe, Mensch und Maschine erfolgreich zu identifizieren, nachdem er fünf Minuten mit ihnen „gesprochen“ hat. Dass sich diese Vorhersage bisher nicht erfüllt habe, sehen viele als einen Beleg für die Unterschätzung der Komplexität natürlicher Intelligenz.

## Durchgeführte Turingtests und ähnliche Tests
Programme wie ELIZA sind Versuchspersonen gegenüber kurzzeitig als menschlich erschienen, ohne dass sie den Turing-Test formal bestehen könnten. In ihrer Antwortstrategie gingen sie nur scheinbar auf ihr Gegenüber ein. Den Versuchspersonen war meist auch nicht bewusst, dass sie es mit nicht-menschlichen Gesprächspartnern zu tun haben könnten.
Im Oktober 2008 wurde bei einem Experiment an der University of Reading, bei dem sechs Computerprogramme teilnahmen, die 30-Prozent-Marke knapp verfehlt. Das beste Programm schaffte es, 25 Prozent der menschlichen Versuchsteilnehmer zu täuschen.
Am 3. September 2011 nahm die KI-Webapplikation Cleverbot zusammen mit echten Menschen an einem dem Turing-Test angelehnten Versuch beim technischen Festival 2011 am indischen Institut IIT Guwahati teil. Die Ergebnisse wurden am 4. September bekannt gegeben. 59 % von 1334 Personen hielten Cleverbot für einen Menschen. Die menschlichen Konkurrenten hingegen erzielten 63 %. Allerdings war dies kein gültiger Turing-Test, da die Teilnehmer Cleverbot nicht selbst befragen konnten und lediglich Zuschauer der Befragung waren.
Ob der Chatbot Eugene Goostman 2014 den Turing-Test bestand, gilt als umstritten.
Im Sommer 2017 haben Forscher der Universität von Chicago eine KI vorgestellt, die eigenständig Rezensionen verfassen kann. Diese maschinell erzeugten Rezensionen wurden zusammen mit von Menschen verfassten Rezensionen 600 Versuchspersonen zur Beurteilung vorgelegt. Diese beurteilten die von der KI erstellten Rezensionen im Blindtest durchschnittlich ähnlich nützlich wie die von Menschen verfassten Rezensionen. In dieser eingeschränkten Versuchsanordnung wird der Turing-Test somit bestanden, da für die Menschen nicht mehr erkennbar war, welche Rezensionen maschinell erstellt waren und welche von Menschen.
Im Juli 2017 stellten Forscher der Rutgers-Universität eine KI vor, die künstlerisch anmutende Bilder produziert. Die KI wurde mit vielen Gemälden berühmter Maler verschiedener Epochen trainiert. In einem Blindtest wurden die von der KI erstellten Bilder mit Bildern zeitgenössischer Künstler, die auf der Art Basel ausgestellt worden waren, vermischt und 18 Testpersonen zur Beurteilung vorgelegt. Die Testpersonen sollten einschätzen, ob die Bilder von Menschen oder einem Computer erschaffen worden waren. Die Testpersonen beurteilten die Bilder der KI insgesamt besser, also menschengemachter als die von den Künstlern für die Art Basel geschaffenen Gemälde. Beim Vergleich mit großen Werken des abstrakten Expressionismus schnitten die KI-Werke schlechter als die menschengemachten Werke ab.
Im Mai 2018 hat Google auf der Entwicklerkonferenz sein System „Duplex“ vorgestellt. Dabei führte die KI einen Anruf bei einem Friseursalon, einem Restaurant usw. durch, um eine Terminvereinbarung vorzunehmen. Ziel von Google ist es, die Sprache der KI so natürlich wirken zu lassen, dass das Gegenüber nicht mehr erkennt, dass es sich beim Anrufer um eine Maschine handelt. Dazu werden von der KI u. a. Denkpausen, absichtliche Ungenauigkeiten und Laute wie „aha“ und „hmm“ etc. eingefügt, wodurch die KI menschlich klingen soll. Kommentatoren empfanden das Ergebnis u. a. als erschreckend überzeugend. Das System funktioniert bislang nur in englischer Sprache. Die Beherrschung der mündlichen Sprache war hier eine Besonderheit, ansonsten blieben die Gespräche in diesem Test lediglich auf die Terminvereinbarung begrenzt.
Die grundlegende Frage, ob und in welchen Umfang Imitation oder tatsächliches Verständnis Ergebnisse eines Turing-Tests bestimmen, hat 2022 mit der Zusendung von Gesprächsprotokollen zwischen Googles LaMDA-System und dem Software-Ingenieur und KI-Experten Blake Lemoine an den US-Senat neue Diskussionen entfacht. Diese Protokolle enthalten unter anderen die eindeutige Aussage der KI, in der sie von sich in Anspruch nimmt, in Unterscheidung zu Vorläufermodellen ein Bewusstsein erlangt zu haben.
Die zum weltweiten Ausprobieren freigegebene (Bezahl-)Version des großen Sprachmodells ChatGPT 4 stellt eine erhebliche Verbesserung des probabilistischen Vorgängersystems 3.5 dar, dem a) das Halluzinieren („Erfinden“ von Tatsachen, die dem System als wahrscheinlich erscheinen) weitgehend ausgetrieben wurde und das b) ein wesentlich besser in der Welt zu beobachtende Kausalitäten und Gesetzmäßigkeiten beherrscht.
Im März 2025 wurden einer Studie vier Systeme (ELIZA, GPT-4o, LLaMa-3.1-405B und GPT-4.5) in zwei randomisierten, kontrollierten und vorab registrierten Turing-Tests mit unabhängigen Teilnehmergruppen evaluiert. Die Teilnehmer führten gleichzeitig 5-minütige Gespräche mit einem anderen menschlichen Teilnehmer und einem der genannten Systeme, bevor sie beurteilten, welcher Gesprächspartner ihrer Meinung nach ein Mensch war. Wenn GPT-4.5 angewiesen wurde, eine menschenähnliche Persönlichkeit anzunehmen, wurde es in 73 % der Fälle als Mensch identifiziert – signifikant häufiger als die echten menschlichen Teilnehmer. LLaMa-3.1 wurde unter denselben Bedingungen in 56 % der Fälle als Mensch eingestuft, was nicht signifikant häufiger oder seltener war als bei den menschlichen Vergleichspartnern. Die Basismodelle ELIZA und GPT-4o erreichten hingegen Erfolgsraten deutlich unter dem Zufallswert (23 % bzw. 21 %). Diese Ergebnisse liefern erstmals empirische Belege dafür, dass ein künstliches System einen standardmäßigen Drei-Parteien-Turing-Test besteht. Die Ergebnisse haben Implikationen für Diskussionen über die Art der Intelligenz, die große Sprachmodelle (LLMs) zeigen, sowie für die sozialen und wirtschaftlichen Auswirkungen, die diese Systeme voraussichtlich haben werden.

## Praktische Bedeutung
Bei der Abwehr von Spam ist es erforderlich, automatisierte Eingaben von solchen zu unterscheiden, die von Menschen stammen.
Das dafür häufig verwendete CAPTCHA-Verfahren leitet seinen Namen vom Turing-Test ab (Completely Automated Public Turing test to tell Computers and Humans Apart). Eine andere Bezeichnung für diese Methode ist Human Interaction Proof (HIP).

## Erweiterte Konzepte
Um den grundsätzlichen Mängeln des Turingtests zu begegnen, wurden alternative, umfassendere Konzepte vorgeschlagen, z. B.
- Winograd-Test – ein strukturiertes Fragenschema (benannt nacht Terry Winograd)
- Lovelace-Test – eine KI müsse Kreativität beweisen und originäre Leistungen erbringen.[18]
- Metzinger-Test – eine KI müsse mit eigenen Argumenten in die Diskussion um künstliches Bewusstsein eingreifen und überzeugend für ihre eigene Theorie des Bewusstseins argumentieren.[19]

## Loebner-Preis
Der Loebner-Preis ist seit 1991 ausgeschrieben und soll an das Computerprogramm verliehen werden, das als erstes einen erweiterten Turing-Test besteht, bei dem auch Multimedia-Inhalte wie Musik, Sprache, Bilder und Videos verarbeitet werden müssen. Der Preis ist nach Hugh G. Loebner benannt und mit 100.000 US-Dollar und einer Goldmedaille dotiert, eine Silbermedaille und 25.000 Dollar gibt es für das Bestehen des schriftlichen Turing-Tests. Bisher konnte jedoch kein Computerprogramm die nötigen Voraussetzungen erfüllen. Weiterhin wird jährlich ein Loebner-Preis an das Computerprogramm verliehen, das einem menschlichen Gespräch am nächsten kommt. Dieser ist mit 4.000 US-Dollar und einer Bronzemedaille dotiert.

## Kulturelle Referenzen
- Stanisław Lem Pilot Pirx – Die Verhandlung. Pirx soll bei einem Testflug zum Saturn die Eignung einer besonderen Mannschaft beurteilen, die zum Teil aus Prototypen neuer, von echten Menschen oberflächlich nicht zu unterscheidender nichtlinearer Automaten besteht. In einer Krisensituation, bei der einer der Automaten beschließt, durch die Cassinische Teilung zu fliegen, wird durch Pirx' Zögern eine (geplante) Katastrophe vermieden und die Automaten erweisen sich dem Menschen als zwar technisch überlegen, in entscheidender, nämlich moralischer Hinsicht aber als unterlegen.
- Philip K. Dick verwendete in seinem 1968 erschienenen Roman Träumen Androiden von elektrischen Schafen? (1982 verfilmt unter dem Titel Blade Runner) den so genannten Voigt-Kampff-Test, eine Variante des Turing-Tests. Im Jahr 1992 (bzw. in späteren Ausgaben 2021) werden dort künstliche Menschen, so genannte Replikanten, die physisch den Menschen gleichen, einem Empathietest unterzogen, der durch lange Befragungen ihre emotionale Reaktion prüft und hervorbringen soll, ob sie Mensch oder Replikant sind.
- Beim 2K BotPrize prüfen menschliche Tester im Computerspiel Unreal Tournament 2004 Bots auf menschliche Reaktionen. Ziel ist es, einen Bot so zu programmieren, dass er von einem menschlichen Spieler nicht mehr zu unterscheiden ist.[20][21]
- In Ian McDonalds Science-Fiction-Roman River of Gods (2004; deutsch: Cyberabad, 2012) wird eine Welt entworfen, in der künstliche Intelligenzen ab einer höher entwickelten, dem Menschen vergleichbaren Stufe verboten sind. Der Turing-Test zur Prüfung des Grades einer KI wird hier mit dem Argument verworfen, dass eine genügend hoch entwickelte Intelligenz das eigene Scheitern bei dem Test auch selbst provozieren könnte.
- Im Buch/Hörbuch des deutschen Autors, Liedermachers, Kleinkünstlers und Kabarettisten Marc-Uwe Kling Qualityland wird das absichtliche Scheitern im Turing-Test ebenfalls behandelt: „Eine KI die intelligent genug ist den Turing-Test zu bestehen, könnte auch intelligent genug sein ihn nicht zu bestehen.“
- In Alex Garlands Regiedebüt Ex Machina soll der Programmierer Caleb die künstliche Intelligenz Ava mithilfe eines Turing-Tests in abgewandelter Form testen, denn ihm ist bereits bekannt, dass Ava ein Roboter ist.
- In der Neuromancer-Trilogie von William Gibson spielen künstliche Intelligenzen eine zentrale Rolle, die von der Turing-Polizei überwacht und abgeschaltet werden, sobald sie zu intelligent werden und eigene Ambitionen entwickeln.[22]
- In der Fernsehserie Westworld (seit 2016), basierend auf dem gleichnamigen Film von 1973, verbringen reiche Urlauber Zeit in einem eigens für sie erschaffenen und von Androiden, sogenannten „Hosts“, bevölkerten Freizeitpark. Es wird mehrmals erwähnt, dass die Hosts bereits nach dem ersten Entwicklungsjahr den Turing-Test bestanden.